# Graphium leechi
Graphium leechi är en fjärilsart som först beskrevs av Rothschild 1895.  Graphium leechi ingår i släktet Graphium och familjen riddarfjärilar. Inga underarter finns listade i Catalogue of Life.